# Cromarty (circonscription du Parlement d'Écosse)
Cromarty dans les Highland était un burgh royal qui a élu un Commissaire au Parlement d'Écosse et à la Convention des États.
Burgh royal depuis 1264, Cromarty a eu une nouvelle charte le 4 juillet 1593, mais celle-ci n'a été enregistrée par le Parlement qu'en 1661. Le droit de représentation a été abandonné en 1672.

## Liste des commissaires de burgh
- 1661–63: Alexander Clunes [1]
- 1665 convention: Alexander Gibson [2]
- 1667 convention: pas de représentation
- 1669–70: Thomas Urquhart [3]
- 1672: représentation abandonnée